# 11552 Boucolion
11552 Boucolion (1993 BD4) là một thiên thể Troia của Sao Mộc, trong nhóm Troia, được phát hiện vào ngày 27 tháng 1 năm 1993 bởi E. W. Elst tại Caussols.

## Link ngoài
- JPL Small-Body Database Browser ngày 11552 Boucolion